# Synechanthus warscewiczianus
Synechanthus warscewiczianus là loài thực vật có hoa thuộc họ Arecaceae. Loài này được H.Wendl. miêu tả khoa học đầu tiên năm 1858.